# Kvartal 95

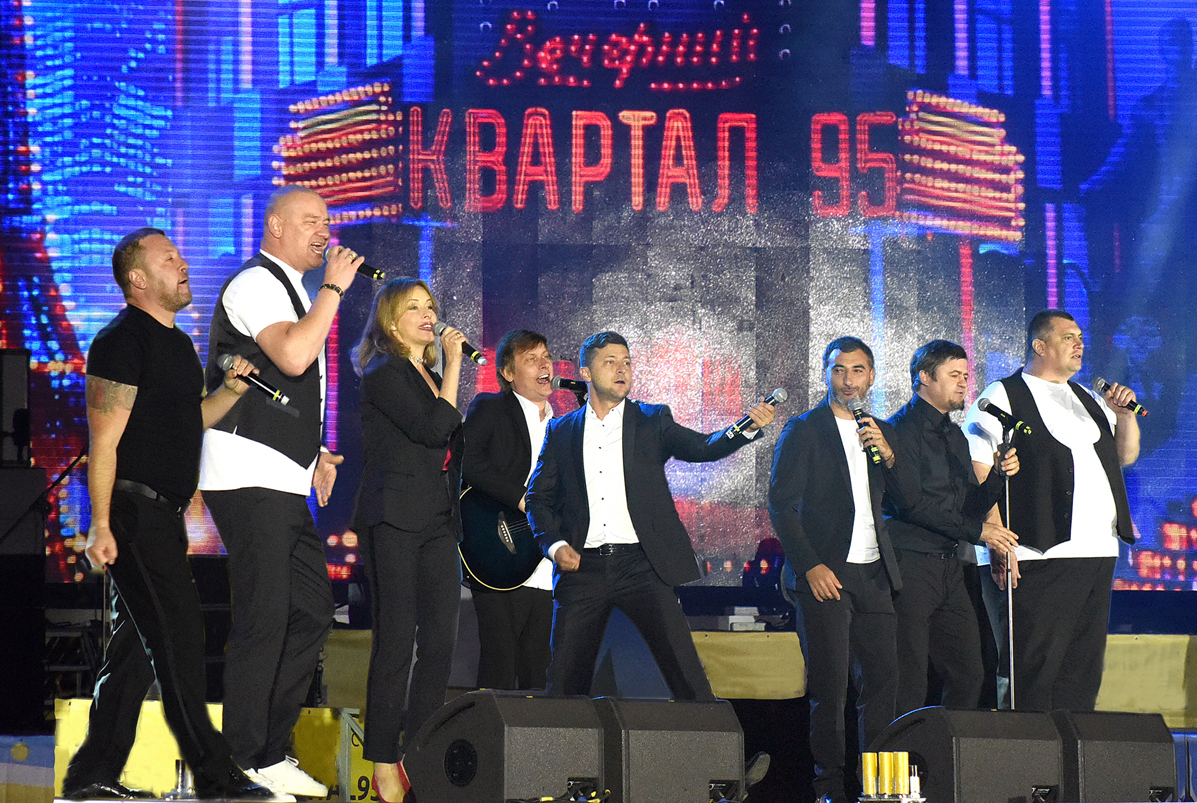
Vechirniy Kvartal (Kvällskvarter), en komedishow skapad av Kvartal 95.

Studio Kvartal 95 (ukrainska: Сту́дія «Кварта́л-95»; ryska: Сту́дия «Кварта́л-95») är ett publikt ägt TV-underhållningsföretag verksamt i Ukraina sedan 2003. Företaget grundades av Ukrainas nuvarande president Volodymyr Zelenskyj tillsammans med några av hans skolkamrater. Företaget producerar ljud- och bildinnehåll, som filmer och TV-serier, på ryska och ukrainska samt organiserar konserter.

## Historia
Studio Kvartal 95 grundades 2003 med grund från det ryska (tidigare sovjetiska) humorprogrammet KVN:s lag, Kvartal 95, uppkallat efter det 95:e kvarteret i staden Kryvyj Rih. KVN-laget Kvartal 95 bildades 1997, men gjorde inte debut förrän KVN-festivalen i Sotji 1998. Företaget såväl som KVN-laget bildades av Volodymyr Zelenskyj.
Enligt Zelenskyj var målet med företaget att "göra världen till en bättre plats, en snällare och gladare plats med hjälp av de verktyg vi har, som är humor och kreativitet". Kvartal 95 har bland annat producerat det populära ukrainska showerna Vechirniy Kvartal (Kvällskvarter) och Svaty (Svärföräldrarna).
Efter Rysslands annektering av Krim 2014 stängde Kvartal 95 sitt kontor i Moskva och började avsluta affärsförbindelserna med Ryssland. Enligt Zelenskyjs uppskattning minskade detta Kvartal 95:s genomsnittliga intäkter per timme av TV-programmering från 200 000 dollar till 30 000 dollar. Från och med 2014 började Kvartal 95 också besöka krigszonen för att uppträda för ukrainska soldater vid fronten i det rysk-ukrainska kriget.
Kvartal 95 är främst kända för att ha producerat TV-serien Folkets tjänare samt långfilmen Folkets tjänare 2, där Volodymyr Zelenskyj spelar huvudrollen som Ukrainas president. År 2019 ställde Zelenskyj upp i det ukrainska presidentvalet och vann. Efter att Zelenskyj tillträtt anslöt sig de flesta ledande personerna i Kvartal 95 till hans administration som biträdande chefer för Ukrainas presidentadministration. Ivan Bakanov, som jobbade nära Zelenskyj, utsågs till biträdande chef för den ukrainska underrättelsetjänsten.